# Frances Ha
Frances Ha là một bộ phim hài chính kịch của Hoa Kỳ được đạo diễn và biên kịch bởi Noah Baumbach và Greta Gerwig năm 2012. Phim được công chiếu tại   Liên hoan phim Telluride vào ngày 1 tháng 9 năm 2012. Sau đó bắt đầu được công chiếu hạn chế từ ngày 17 tháng 5 năm 2013 bởi IFC Films.

## Nội dung
Frances Halladay là một vũ công 27 tuổi sống cùng người bạn thân Sophie ở Brooklyn, nhưng Sophie quyết định chuyển đi và sống với bạn đời của mình là Path, để Frances ở lại để tự tìm cách sống độc lập. Frances bắt đầu rơi vào khủng hoảng. Cô than vãn về sự thiếu hụt tiền bạc, tương lai mù mịt của cô với tư cách một vũ công chuyên nghiệp và mối quan hệ ngày càng xa cách với Sophie. 

## Diễn viên
- Greta Gerwig trong vai Frances Halladay (Frances "Ha")
- Mickey Sumner trong vai Sophie Levee
- Adam Driver trong vai Lev Shapiro
- Michael Zegen trong vai Benji
- Patrick Heusinger trong vai Reade "Patch" Krause
- Michael Esper trong vai Dan
- Charlotte d'Amboise trong vai Colleen
- Grace Gummer trong vai Rachel
- Josh Hamilton trong vai Andy
- Maya Kazan trong vai Caroline
- Justine Lupe trong vai Nessa
- Britta Phillips trong vai Nadia
- Juliet Rylance trong vai Janelle
- Dean Wareham trong vai Spencer